# Конюшина дрібноголівчаста
{{#ifeq:0|0|{{#if:|{{#if:Trifoliumdubium|[[]}}|}}}}
Конюшина дрібноголівчаста, конюшина сумнівна (Trifolium dubium) — вид рослин родини бобові (Fabaceae), поширений у Європі (крім Ісландії), а також у Марокко, Тунісі, Туреччині, Кіпрі, Ізраїлі.

## Опис
Однорічна трав'яниста рослина 10–40 см завдовжки, від голої до рідкісно запушеної. Стебла тонкі, слабкі, вилягаючі. Листки 3-листочкові; листочки оберненояйцюваті, 5–10(12) × 3–8 мм. Квітки світло-жовті (буріючі), по 5–15(20) в голівках; голівки дрібніші, до 6 мм в діаметрі. Чашечка ≈ 2 мм. Віночок 3–4 мм, гладкий, верхівка гостра. Боби довгасті, 1.5–2 мм, короткодзьобі. Насіння 1, блідо-коричневе, кулясте.

## Поширення
Поширений у Європі (вся крім Ісландії), Північній Африці: Марокко, Туніс, і в Азії: Туреччина, Кіпр, Ізраїль; натуралізований чи культивований в деяких інших частинах світу.
В Україні зростає на лугах, у долинах, на пологих схилах — у лісових районах і Лісостепу, розсіяно; у Степу і Криму (ок. Ялти і Сімферопольський р-н, с. Краснолісся), зрідка.

## Галерея

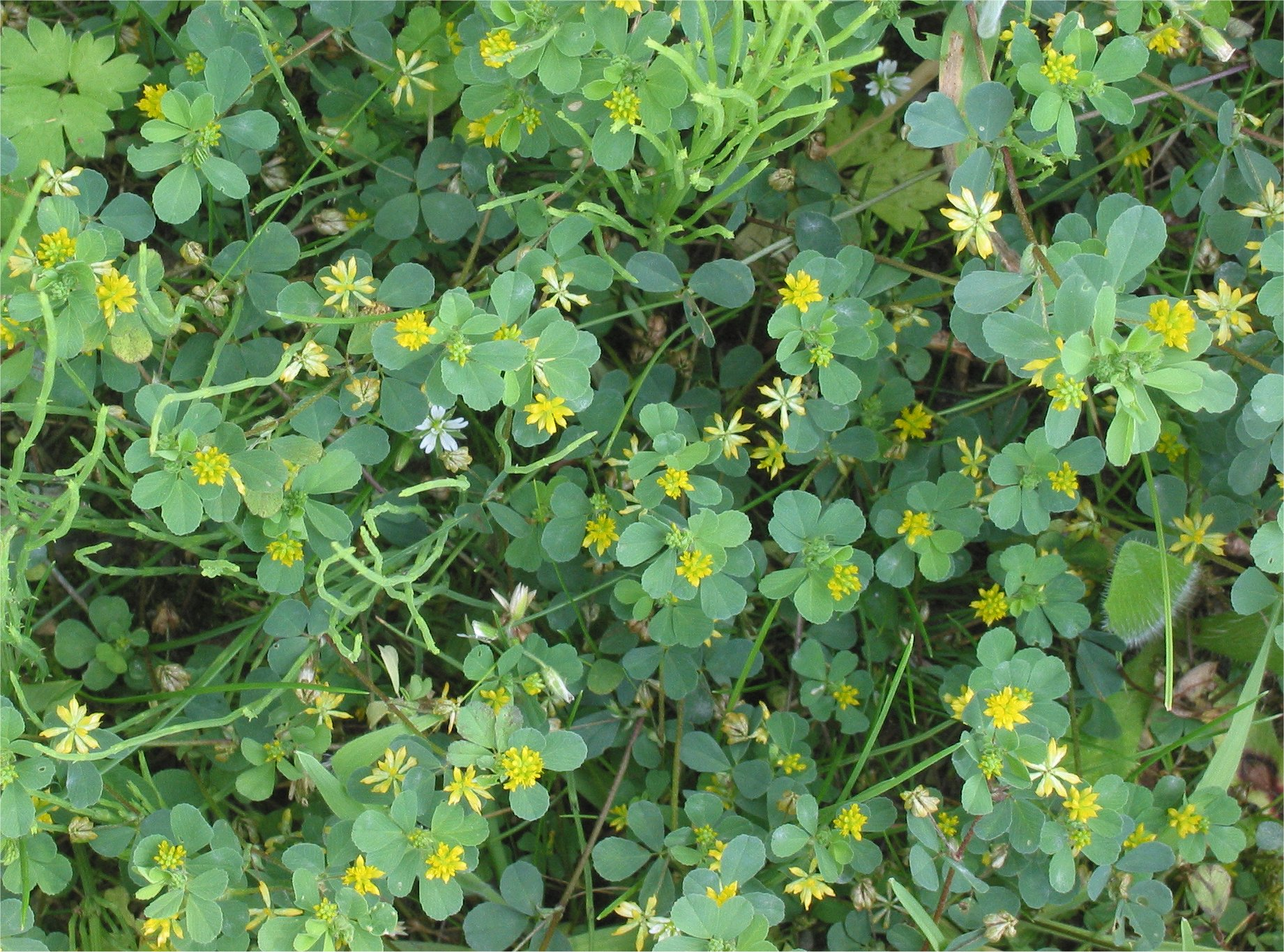
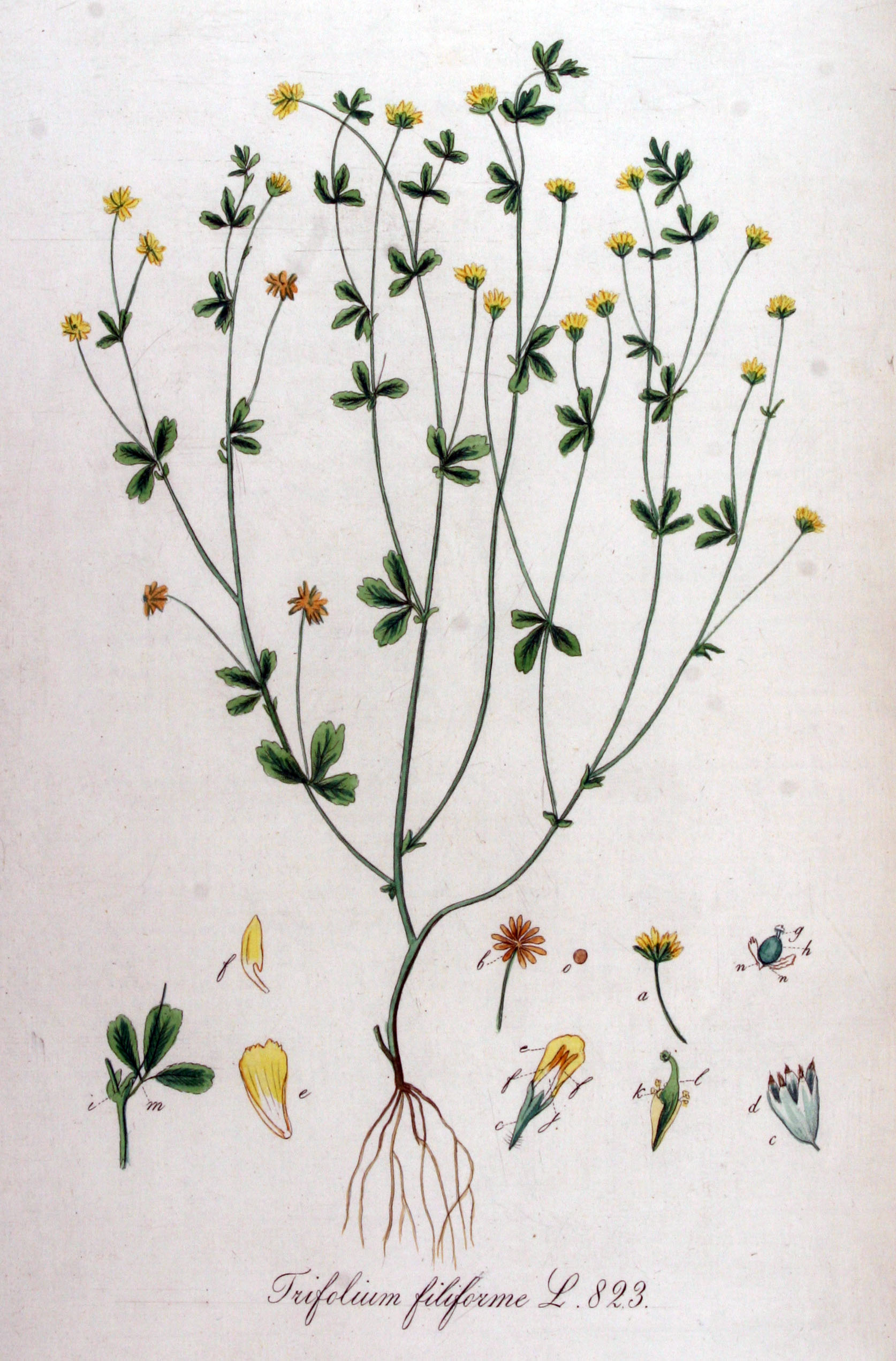